# Frontiers Music
Frontiers Music Srl (voorheen: Frontiers Records) is een Italiaans platenlabel, gevestigd in Napels. Het label is opgericht in 1996-1998 en brengt vooral muziek uit van rock- en metalbands.

## Geschiedenis
In 1996 begon uiteindelijk oprichter Serafino Perugino zijn loopbaan in de muziekindustrie als Italiaans distributeur van classicrockbands. Met zijn opgebouwde reputatie richtte hij in 1998 Frontiers Records op. De eerste uitgave op het label was het dubbele livealbum Never Say Goodbye van de Britse hardrock en AOR-band Ten.
In december 2010 kondigde Frontiers aan een verkoopovereenkomst met EMI Music te hebben gesloten voor de Amerikaanse en Canadese markt, ingaande januari 2011. Na de overname van EMI door Universal Music Group nam Caroline Distribution, een dochterbedrijf van Universal, de distributie in de VS over. In januari 2017 namen Sony Music en dochterbedrijf RED Music de distributie in de VS' Canada, Australië en Nieuw-Zeeland over. Caroline Distribution (thans: Virgin Music) zette de distributie in het VK wel voort.
In 2018 tekende hardrockband Quiet Riot een contract bij Frontiers.
In 2021 liep er een rechtszaak tegen zanger Dino Jelusić van de band Animal Drive, omdat het label van mening was de exclusieve distributierechten van de band te hebben, hetgeen de band ontkende. Een door de band geüploade video naar het YouTubekanaal van Frontiers werd daarop verwijderd. Eveneens in 2021 tekende Alirio een platencontract.
In 2023 tekende progressievemetalband Scardust een contract bij Frontiers.

### Naamswijziging
Het is niet geheel duidelijk wanneer Frontiers Records de naam wijzigde in Frontiers Music, maar er wordt door verschillende mensen gespeculeerd dat dit in 2014 gebeurde.

## Activiteiten
Naast nieuwe bands en artiesten brengt Frontiers Music ook muziek uit van reeds gevestigde bands en artiesten, waaronder Little River Band, Jeff Lynne, Winger, Styx, Toto, Yes, Joe Lynn Turner, Journey, Thunder, Survivor, Glenn Hughes, House of Lords, Crush 40, Hardline, Jeff Scott Soto, Whitesnake, Boston, FM, Blue Öyster Cult en Scardust.
Italiaans producent, zanger, keyboardist, songwriter en geluidstechnicus Alessandro Del Vecchio is de producent van Frontiers.

### Artiesten en bands (selectie)
| - 7 Months - About Us - Action - Airrace - Alan Parsons - Allen/Lande - Alirio - Ambition - American Tears - Ammunition - Animal Drive | - Anette Olzon - Asia - Auras - Avalon - Bad Habit - Bad Moon Rising - Balance - Bailey - Beggars & Thieves - Benedictum | - Beyond The Bridge - Bigfoot - Billy Sherwood - Black 'n Blue - Blackwood Creek - Blanc Faces - Blood Red Saints - Blue Öyster Cult - Bonrud - Bowes & Morley | - Bob Catley - Boston - Bourgeois Pigs - Brazen Abbot - Brian Howe - Bruce Kulick - Burning Rain - Cain's Offering - Cinderella - Circus Maximus | - The Codex - Constancia - Cosmo - Crashdïet - Crash The System - Crazy Lixx - Creye - Crown of Thorns - Crush 40 - Danger Danger | - Daniele Liverani - Danny Vaughn - Dario Mollo / Tony Martin - Dark Lunacy - David Readman - Def Leppard (EU) - The Defiants - De La Cruz - Diamond Dawn - Dokken | - Dream Child - Dukes of the Orient - Eclipse - Edge of Paradise - Emerald Rain - Empty Tremor - The End Machine - Enemy Eyes - Enuff Z'nuff - Evil Masquerade | - Extreme - Fair Warning - False Memories - First Signal - FM - Forty Deuce - Frederiksen / Denander - From the Inside (Danny Vaughn) - Furyon - Genius | - Gene The Werewolf - Giant - Girlschool - Giuntini Project - Glenn Hughes - Great White - Hardline - Harem Scarem - Hell In The Club - Harry Hess | - Honeymoon Suite - House of Lords - Howard Leese - Hurtsmile - Icon Of Sin - Iconic - Impellitteri - Infinite & Divine - Inglorious - Issa | - Jack Blades - Jack Russell's Great White - Jaded Heart - Jaime Kyle - James Christian - Jean Beauvoir - Jeff Lynne - Jeff Scott Soto (JSS) - Jim Peterik - Jimi Jamison | - Joe Lynn Turner - John Elefante - John Shadowinds - John Waite - John West - John Wetton - Jorn - Journey (EU) - Keel - Kee of Hearts | - Kelly Keagy - Kent Hilli - Khymera - King Kobra - Kingdom Come - Kip Winger - Kiske/Somerville - KXM - L.A. Guns - Labyrinth | - Lana Lane - Lenna Kuurmaa - Level 10 - Leverage - Lionsheart - Little River Band - Lords of Black - Los Angeles - Lou Gramm Band (EU) | - Lunatica - Lynch Mob - The Magnificent - Magnus Karlsson's Free Fall - Mastedon - Mecca - Meldrum - Melodica - Mercury X - The Mercury Train | - Michael Kiske - Michael Sembello - Michael Thompson Band - Mike Tramp - Millenium - Mind Key - The Mob - Mollo Martin - Mr. Big - The Murder of My Sweet | - Neal Morse - Nelson - Night Ranger - Nordic Union - Norway - Novena - Oliver Hartmann - On the Rise - One Desire - Operation: Mindcrime | - Outloud - Palace - Pathosray - Perfect Plan - Phantom Elite - Philip Bardowell - Pink Cream 69 - Place Vendome - Places of Power - Platens | - Player - The Poodles - Praying Mantis - Pretty Maids - Pride of Lions - Primal Fear - Prime Suspect - Prime Time - Q5 - RavenEye | - Rated X - Resurrection Kings - Revertigo - Revolution Saints - Richard Marx - Richie Kotzen - Rick Springfield - Ring of Fire - Rising Steel - Robin Beck | - Royal Hunt - Saint Deamon - Scardust - Scheepers - Sebastian Bach - Seventh Key - Seventh Wonder - Seven Spires - Seven Tears - Sculptor | - Shark Island - Shooting Star - Silent Rage - Silent Force - Skin Tag - Slav Simanic - Sonic Station - Soul Doctor - Soul SirkUS - Spin Gallery | - Spread Eagle - Stan Bush - Starbreaker - Steelheart - Steve Lukather - Strangeways - Street Legal - Streetlight - Stryper - Styx - Michael Sweet & George Lynch | - Sunstorm - Survivor - Tak Matsumoto Group - Talisman - Tall Stories - Ted Nugent - Ted Poley - Ten - Terra Nova - Terry Brock | - Tesla - The Dark Element - Thunder - Timo Tolkki - TNT - Tokyo Motor Fist - Tommy Funderburk - Tony Harnell & The Mercury Train - Tony O'Hora - Toto | - Touch - Treat - Triumph - Trillium - Trixter - The Trophy - Tyketto - Two Fires - Unruly Child - Uriah Heep | - Valentine - Vanden Plas - VEGA - Vertigo - Vince Neil - Vision Divine - Vixen - Voodoo Circle - Voodoo Hill - Warrant | - Wayward Sons - W.E.T. - Wetton/Downes - White Lion - White Skull - Whitesnake - Wig Wam - Winger - Work of Art - World Trade | - X-Drive - Xorigin - Y&T - Yes - Yoso - Zion |